# Het geheim van Brokkelsteen
Het geheim van Brokkelsteen is een  stripverhaal uit de reeks van Jerom.

## Het verhaal
Lambik, Suske en Wiske zijn op avontuur en tante Sidonia probeert Jerom manieren bij te brengen. Jerom gaat naar school en hoort van Flupke, een klasgenoot, dat het spookt in het kasteel waar hij woont. Ook vertelt hij dat ze erg arm zijn. Jerom gaat met het jongetje mee naar Brokkelsteen en komt erachter dat een baron het kasteel wil kopen. De moeder van Flupke wil graag vertrekken, omdat het spookt. Dan  hoort Jerom toevallig op tv dat er een schat verborgen is op het slot Brokkelsteen. Hij voorkomt dat het kasteel verkocht wordt aan de baron en vertelt tante Sidonia over het gebeuren. Ze besluiten hulp te zoeken bij professor Barabas. Jerom wordt met de teletijdmachine naar de twaalfde eeuw gestuurd om onderzoek te doen naar de schat. 
Jerom helpt een opstandige boer en hoort over geheime gangen onder het kasteel. Inmiddels probeert een onbekende professor Barabas en tante Sidonia te dwarsbomen. Jerom wordt achterna gezeten door de wachters en graaf van Spillebeen. Zonen van de opstandelingen komen hem te hulp. Graaf van Spillebeen zoekt dan hulp bij een tovenaar en Jerom wordt verkleind door een toverdrank. Jerom is nog steeds sterke en kan later een andere toverdrank drinken, waardoor hij zijn normale postuur weer krijgt. De mannen van graaf Spillebeen worden verslagen en de opstandelingen worden bevrijd. Er wordt feest gevierd in het woud en Jerom krijgt tekeningen van de geheime gangen onder Brokkelsteen. Als Jerom teruggeflitst wordt, komen er mannen die verkleed zijn als spook het laboratorium in. Het blijkt baron van Zevensloten te zijn met handlangers. 
De mannen worden uitgeleverd aan de politie en Jerom vindt de schat. De moeder van Flupke heeft nu genoeg geld om van te leven.

## Locaties
- huis van tante Sidonia
- huis en laboratorium van professor Barabas
- kasteel Brokkelsteen

## Personages
- Jerom
- tante Sidonia
- leraar
- Flupke en andere leerlingen
- moeder van Flupke,
- baron van Zevensloten en handlangers
- professor Barabas
- graaf van Spillebeen
- Kobe en andere boeren
- wachters, ruiters en soldaniers
- zonen van opstandelingen
- tovenaar
- politie